# Irura shendurney
Espèce
Irura shendurney est une espèce d'araignées aranéomorphes de la famille des Salticidae.

## Distribution
Cette espèce est endémique du Kerala en Inde,. Elle se rencontre dans le district de Quilon.

## Description
Le mâle holotype mesure 4,20 mm.

## Systématique et taxinomie
Cette espèce a été décrite par Asima, Caleb et Prasad en 2024.

## Étymologie
Son nom d'espèce lui a été donné en référence au lieu de sa découverte, le sanctuaire de vie sauvage de Shendurney.

## Publication originale
(mai 2024).
- Asima, Caleb & Prasad, 2024 : « On a collection of jumping spiders (Araneae: Salticidae) from the Shendurney Wildlife Sanctuary, India. » European Journal of Taxonomy, vol. 932, p. 252-270 (texte intégral).